# Матіас Перес
Матіас Даміан Перес (ісп. Matías Damián Pérez, нар. 3 березня 1999, Буенос-Айрес, Аргентина) — аргентинський футболіст, центральний захисник парагвайського клубу «Серро Портеньйо».

## Ігрова кар'єра
Матіас Перес є вихованцем столичного клубу «Ланус». 2 лютого 2020 року футболіст дебютував на професійному рівні у матчі в чемпіонату Аргентини. У своєму дебютному сезоні Перес допоміг клубу пробитися до фіналу Південноамериканського кубка. В березні 2022 року Перес продовжив контракт з клубом до 2026 року.
В грудні 2022 року Перес перейшов до російського «Оренбурга». В чемпіонаті Росії футболіст дебютував 4 березня 2023 року у грі проти «Ахмата».
15 січня 2025 року Перес перейшов до парагвайського «Серро Портеньйо».

## Титули
Індивідуальні
- Кращий гол місяця РПЛ: березень 2024 року у ворота ЦСКА[6]